# ويليام جورج بوك
ويليام جورج بوك هو سياسي كندي، ولد في 11 يونيو 1884 في كندا، وتوفي في 28 مارس 1973. حزبياً، نشط في الحزب الليبرالي الكندي. وقد انتخب عضو مجلس العموم الكندي.